# Анизи
Анизи́ (фр. Anisy) — коммуна во Франции, находится в регионе Нижняя Нормандия. Департамент коммуны — Кальвадос. Входит в состав кантона Крёлли. Округ коммуны — Кан.
Код INSEE коммуны — 14015.

## Население
Население коммуны на 2010 год составляло 666 человек.
| 1962 | 1968 | 1975 | 1982 | 1990 | 1999 | 2010 |
| ---- | ---- | ---- | ---- | ---- | ---- | ---- |
| 274  | 290  | 318  | 388  | 520  | 633  | 666  |

## Экономика
В 2010 году среди 451 человек трудоспособного возраста (15—64 лет) 342 были экономически активными, 109 — неактивными (показатель активности — 75,8 %, в 1999 году было 75,9 %). Из 342 активных жителей работали 320 человек (153 мужчины и 167 женщин), безработных было 22 (14 мужчин и 8 женщин). Среди 109 неактивных 50 человек были учениками или студентами, 53 — пенсионерами, 6 были неактивными по другим причинам.